# Гекла (Південна Дакота)
Гекла (англ. Hecla) — місто (англ. town) в США, в окрузі Браун штату Південна Дакота. Населення — 193 особи (2020).

## Географія
Гекла розташована за координатами 45°52′56″ пн. ш. 98°9′7″ зх. д. / 45.88222° пн. ш. 98.15194° зх. д. (45.882137, -98.151890).  За даними Бюро перепису населення США в 2010 році місто мало площу 0,89 км², уся площа — суходіл.

## Демографія
Згідно з переписом 2010 року, у місті мешкало 227 осіб у 127 домогосподарствах у складі 69 родин. Густота населення становила 255 осіб/км².  Було 155 помешкань (174/км²).
Расовий склад населення:
| - 97,4 % — білих - 0,4 % — азіатів |

До двох чи більше рас належало 1,8 %. Частка іспаномовних становила 1,3 % від усіх жителів.
За віковим діапазоном населення розподілялося таким чином: 11,0 % — особи молодші 18 років, 54,6 % — особи у віці 18—64 років, 34,4 % — особи у віці 65 років та старші. Медіана віку мешканця становила 57,1 року. На 100 осіб жіночої статі у місті припадало 90,8 чоловіків;  на 100 жінок у віці від 18 років та старших — 96,1 чоловіків також старших 18 років.
Середній дохід на одне домашнє господарство  становив 40 230 доларів США (медіана — 38 125), а середній дохід на одну сім'ю — 43 730 доларів (медіана — 41 250). Медіана доходів становила 41 563 долари для чоловіків та 32 500 доларів для жінок. За межею бідності перебувало 12,8 % осіб, у тому числі 0,0 % дітей у віці до 18 років та 12,5 % осіб у віці 65 років та старших.
Цивільне працевлаштоване населення становило 75 осіб. Основні галузі зайнятості: оптова торгівля — 16,0 %, сільське господарство, лісництво, риболовля — 16,0 %, освіта, охорона здоров'я та соціальна допомога — 13,3 %, мистецтво, розваги та відпочинок — 12,0 %.